# Saison 2 de Ransom
Chronologie
Saison 1 Saison 3
Cet article présente le guide des épisodes de la deuxième saison de la série télévisée Ransom.

## Distribution

### Acteurs principaux
- Luke Roberts : Eric Beaumont
- Sarah Greene : Maxine Carlson (épisodes 1 à 8)
- Brandon Jay McLaren : Oliver Yates
- Nazneen Contractor : Zara Hallam
- Karen LeBlanc : Cynthia Walker (dès l'épisode 9)

### Acteurs récurrents et invités
- Emma de Caunes (VF : elle-même) : Nathalie Denard (épisodes 1 et 13)
- Morgan Kohan : Evie Beaumont (épisodes 1, 10 et 13)
- Carlo Rota : Damian Delaine (épisodes 1 et 13)

## Épisodes

### Épisode 1:Trois vœux
- États-Unis /  Canada : 7 avril 2018 sur CBS / Global

- États-Unis : 2,644 millions de téléspectateurs[1]

### Épisode 2:Alter egos
- États-Unis /  Canada : 14 avril 2018 sur CBS / Global

- États-Unis : 2,548 millions de téléspectateurs[2]

### Épisode 3:Secrets d'espions
- États-Unis /  Canada : 21 avril 2018 sur CBS / Global

- États-Unis : 2,86 millions de téléspectateurs[3]

### Épisode 4:Un homme libre à Paris
- États-Unis /  Canada : 28 avril 2018 sur CBS / Global

- États-Unis : 2,503 millions de téléspectateurs[4]

### Épisode 5:Sous couverture
- États-Unis /  Canada : 5 mai 2018 sur CBS / Global

- États-Unis : 2,734 millions de téléspectateurs[5]

### Épisode 6:Héritage
- États-Unis /  Canada : 12 mai 2018 sur CBS / Global

- États-Unis : 2,407 millions de téléspectateurs[6]

### Épisode 7:Anatomie d'une cause perdue
- États-Unis /  Canada : 26 mai 2018 sur CBS / Global

- États-Unis : 2,113 millions de téléspectateurs[7]
- Canada : 711 000 téléspectateurs[8]

### Épisode 8:Le faon
- États-Unis /  Canada : 2 juin 2018 sur CBS / Global

- États-Unis : 2,251 millions de téléspectateurs[9]

### Épisode 9:Intransigeant
- États-Unis /  Canada : 9 juin 2018 sur CBS / Global

- États-Unis : 2,253 millions de téléspectateurs[10]
- Canada : 697 000 téléspectateurs[11]

### Épisode 10:Silence radio
- États-Unis /  Canada : 16 juin 2018 sur CBS / Global

- États-Unis : 2,573 millions de téléspectateurs[12]
- Canada : 660 000 téléspectateurs[13]

### Épisode 11:Le client
- États-Unis /  Canada : 23 juin 2018 sur CBS / Global

- États-Unis : 2,283 millions de téléspectateurs[14]
- Canada : 759 000 téléspectateurs[15]

### Épisode 12:Terre promise
- États-Unis /  Canada : 30 juin 2018 sur CBS / Global

- États-Unis : 2,438 millions de téléspectateurs[16]
- Canada : 643 000 téléspectateurs[17]

### Épisode 13:Sémaphore
- États-Unis /  Canada : 30 juin 2018 sur CBS / Global

- États-Unis : 2,19 millions de téléspectateurs[16]
- Canada : 625 000 téléspectateurs[17]